# 프랑수아-마리 라울

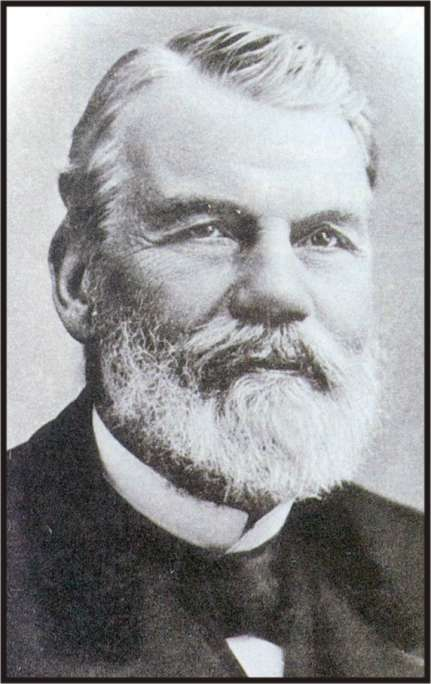

프랑수아-마리 라울(François-Marie Raoult, 1830년 5월 10일 – 1901년 4월 1일)은 용액의 거동, 특히 물리적 특성에 대한 연구를 수행한 프랑스의 화학자이다.
라울은 Nord département 의 Fournes 에서 태어났다. 그는 여러 중간 직위를 지낸 후 1862년에 상스 리세(Sens lycée)의 화학 교수로 임명되었다. 그곳에서 그는 기전력에 관한 논문을 준비하여 이듬해 파리에서 박사 학위를 취득했다.
1867년 라울은 그르노블 대학교에서 화학 수업을 담당하게 되었고, 3년 후 그는 1901년 사망할 때까지 화학 학장을 맡았다. 라울의 초기 연구는 주로 볼타 전지의 현상과 관련된 물리적 특성이었다. 나중에 좀 더 순전히 화학적 질문이 그의 주의를 끌던 시기가 있었다.
라울의 이름은 용액에 대한 작업과 관련하여 가장 잘 알려져 있으며, 그는 이 작업에 20년을 바쳤다. 용질이 용액 의 어는점 을 어떻게 낮추는지 설명하는 그의 첫 번째 논문은 1878년에 출판되었다 물 외에 벤젠 과 아세트산 과 같은 다양한 용매에 대한 추가 실험을 통해 그는 용질의 분자량 과 용액의 어는점 사이의 단순한 관계를 믿게 되었다. 그는 관계를 loi générale de la congélation (결빙의 일반 법칙)으로 표현했다. 즉, 물질 1 분자 가 주어진 용매 100분자에 용해되면 후자의 응고 온도는 0.63만큼 낮아진다. °C 라울이 연구한 또 다른 관계는 용질로 인한 용매의 증기압 저하에 관한 것으로, 그 감소는 용질의 분자량에 비례한다는 것을 보여준다. 이 관계는 희석 용액의 제한적인 경우에 가장 잘 유지된다. 이 두 가지 일반화는 용해된 물질의 분자량을 결정하는 새로운 방법을 제공했으며, 다른 화학자들 중에서 Jacobus van 't Hoff 와 Wilhelm Ostwald가 용액에서 전해 해리 가설을 뒷받침하는 데 활용했다. 라울의 어는점 내림 방법은 Ernst Otto Beckmann 에 의해 개선되어 유기 물질의 분자량을 결정하는 표준 기술이 된 후 더욱 유용해졌다.